# Copa México 1949-50
La Copa México 1949-50 fue la 34ª edición de la Copa México, la 7° en la era profesional.
El torneo empezó el 9 de julio de 1950 y concluyó el 6 de agosto de ese mismo año, en el cual el equipo de Atlas logró el título por segunda vez con una victoria sobre el Veracruz con marcador de 3-1.
Contó solo con la participación de 14 equipos. 

## 1ª Ronda
Esta primera ronda se jugó el 9 de julio, los clubes Asturias F.C., América, Guadalajara, Real Club España, Tampico y Veracruz estuvieron exentos hasta la siguiente ronda.
| Equipo 1                   | Resultado | Equipo 2  |
| -------------------------- | --------- | --------- |
| CD Oro                     | 1-3       | Atlas     |
| Club Deportivo Marte       | 0–2       | Atlante   |
| Moctezuma de Orizaba       | 1–4       | Puebla FC |
| Club San Sebastián de León | 1–3       | Club León |

## 2ª Ronda
Esta ronda se jugó el 16 de julio, los clubes Atlante y Atlas estuvieron exentos hasta la siguiente ronda.
| Equipo 1     | Resultado | Equipo 2         |
| ------------ | --------- | ---------------- |
| Guadalajara  | 1-2       | Real Club España |
| Club América | 0–2       | Asturias F.C.    |
| Veracruz     | 4–3       | Puebla FC        |
| Tampico      | 2–1       | Club León        |

## 3ª Ronda
Esta ronda se jugó el 23 de julio, los clubes Tampico y Veracruz estuvieron exentos hasta la siguiente ronda.
| Equipo 1 | Resultado | Equipo 2         |
| -------- | --------- | ---------------- |
| Atlante  | 4-2       | Asturias F.C.    |
| Atlas    | 4–3       | Real Club España |

## Semifinales
Las semifinales se jugaron el 30 de julio.
| Equipo 1 | Resultado       | Equipo 2 |
| -------- | --------------- | -------- |
| Atlante  | 1-3             | Veracruz |
| Atlas    | 1–1 (3–1 des.)* | Tampico  |

(*) Se disputó un partido de desempate el 1 de agosto.

## Final
La Final se jugó el 6 de agosto
| 6 de agosto                            | Atlas                                        | 3 - 1 | Veracruz         | Ciudad de los Deportes, Ciudad de México |  |
|                                        | José Mercado 15', 42' · Edmundo Manzotti 49' |       | Julio Ayllón 43' |                                          |  |
| Atlas gana la final del torneo de copa |                                              |       |                  |                                          |  |

|                          |
| Campeón Atlas 2.o título |

| Predecesor: 1948/49 | Temporadas de la Copa de México 1949/50 | Sucesor: 1950/51 |

## Datos
- México - Estadísticas del Torneo de Copa 1949/1950 en México. (RSSSF)

- Datos: Q16837885